# خوزه ناهین
خوزه ناهین (انگلیسی: José Nehin; ۱۳ اکتبر ۱۹۰۵ – ۱۶ دسامبر ۱۹۵۷) بازیکن فوتبال اهل آرژانتین بود.
از باشگاه‌هایی که در آن بازی کرده‌است می‌توان به باشگاه فوتبال استودیانتس اشاره کرد.
وی همچنین در تیم ملی فوتبال آرژانتین بازی کرده‌است.